# Cicatrion
Cicatrion is een kevergeslacht uit de familie van de boktorren (Cerambycidae). De wetenschappelijke naam van het geslacht werd voor het eerst geldig gepubliceerd in 1970 door Martins.

## Soorten
Cicatrion omvat de volgende soorten:
- Cicatrion calidum Martins & Napp, 1986
- Cicatrion constricticolle (Martins, 1962)